# La course by Le Tour de France 2015
La course by Le Tour de France 2015 est la deuxième édition de La course by Le Tour de France, course cycliste d'un jour disputée en France. Elle fait partie du calendrier de l'Union cycliste internationale en catégorie 1.1.
Cette deuxième édition 2015 s'est déroulée le 26 juillet en lever de rideau de la 21e étape du Tour de France 2015. La course se déroule sur 13 tours de circuit sur les Champs-Élysées à Paris, soit une distance totale de 89,0 km.

## Équipes invitées
| Alé Cipollini Bigla Bizkaia-Durango Boels Dolmans BTC City Ljubljana Hitec Products Inpa Sottoli Giusfredi Lensworld.eu-Zannata Lotto Soudal Ladies Matrix Fitness Optum-Kelly Benefit Strategies Orica-AIS Poitou-Charentes.Futuroscope.86 Rabo Liv Women Liv-Plantur Topsport Vlaanderen-Pro-Duo UnitedHealthcare Velocio-SRAM Wiggle Honda | France |

## Classements
Au classement individuel au temps s'ajoutent un classement des sprints et du meilleur jeune. Le classement des jeunes est réservé aux cyclistes nées à partir du 1er janvier 1992. Le classement du sprint est établi par l'addition des points obtenus dans chacun des sprints intermédiaires. Il y a des sprints lors des onze premiers tours, où 5, 4, 3, 2 et 1 points sont attribués pour les cinq premières coureuses.
|    | Cycliste             | Pays        | Équipe         |    | Temps           |
| -- | -------------------- | ----------- | -------------- | -- | --------------- |
| 1  | Anna van der Breggen | Pays-Bas    | Rabo Liv Women | en | 2 h 05 min 01 s |
| 2  | Jolien D'Hoore       | Belgique    | Wiggle Honda   | +  | 1 s             |
| 3  | Amy Pieters          | Pays-Bas    | Liv-Plantur    |    | 1 s             |
| 4  | Elizabeth Armitstead | Royaume-Uni | Boels Dolmans  |    | 1 s             |
| 5  | Lotta Lepistö        | Finlande    | Bigla          |    | 1 s             |
| 6  | Lisa Brennauer       | Allemagne   | Velocio-SRAM   |    | 1 s             |
| 7  | Emma Johansson       | Suède       | Orica-AIS      |    | 1 s             |
| 8  | Lucinda Brand        | Pays-Bas    | Rabo Liv Women |    | 1 s             |
| 9  | Kirsten Wild         | Pays-Bas    | Hitec Products |    | 1 s             |
| 10 | Christine Majerus    | Luxembourg  | Boels Dolmans  |    | 1 s             |

|   | Cycliste          | Pays       | Équipe             | Points |
| - | ----------------- | ---------- | ------------------ | ------ |
| 1 | Mia Radotic       | Croatie    | BTC City Ljubljana | 14     |
| 2 | Tiffany Cromwell  | Australie  | Velocio-SRAM       | 11     |
| 3 | Vera Koedooder    | Pays-Bas   | Bigla              | 10     |
| 4 | Lizzie Williams   | Australie  | Orica-AIS          | 10     |
| 5 | Christine Majerus | Luxembourg | Boels Dolmans      | 7      |

|   | Cycliste                  | Pays       | Équipe           | Temps              |
| - | ------------------------- | ---------- | ---------------- | ------------------ |
| 1 | Christina Siggaard        | Danemark   | Matrix Fitness   | en 2 h 05 min 09 s |
| 2 | Coryn Rivera              | États-Unis | UnitedHealthcare | 0 s                |
| 3 | Maria Giulia Confalonieri | Italie     | Alé Cipollini    | 8 s                |

## Dotations
Au total, 22 500 € sont attribués, 17 000 € pour les 20 premières coureuses de la course. En plus, 3 500 € sont attribués aux trois premières du classement des sprints et 2 000 € pour les trois meilleures jeunes.
| Position                | 1       | 2       | 3       | 4       | 5     | 6     | 7     | 8     | 9     | 10    | 11-20 | Total    |
| Classement de la course | 6 000 € | 4 000 € | 2 000 € | 1 000 € | 800 € | 700 € | 600 € | 400 € | 300 € | 200 € | 100 € | 17 000 € |
| Classement des sprints  | 2 000 € | 1 000 € | 500 €   | -       | -     | -     | -     | -     | -     | -     | -     | 3 500 €  |
| Classement des jeunes   | 1 000 € | 600 €   | 400 €   | -       | -     | -     | -     | -     | -     | -     | -     | 2 000 €  |